# Jochem Ritmeester van de Kamp
Jochem Ritmeester van de Kamp (Laren, 2 novembre 2003) è un calciatore olandese, centrocampista del Telstar in prestito dall'Almere City.

## Carriera
Nato a Laren ha iniziato a giocare a calcio nel club locale del Laren '99 prima di essere ammesso all'accademia dell'Almere City nel 2013. Ha firmato il suo primo contratto professionistico nel marzo 2022, di tre anni.
Ha fatto il suo debutto fra professionistico l'11 marzo 2022 in un incontro di Eerste Divisie contro l'Helmond Sport. Ha iniziato la partita in panchina mal'allenatore Alex Pastoor lo ha fatto debuttare all'85º minuto al posto di Tim Receveur. Quella fu la suq aunica presenza nella stagione 2021-22 con l'almere che finì in un deludende 14º posto.
Il 20 gennaio 2023 ha segnato il suo primo gol professionistico in Eerste Divisie contro il De Graafschap, aiutando la sua squadra a raggiungere il pareggio per 2-2.

## Statistiche

### Presenze e reti nei club
Statistiche aggiornate al 19 settembre 2023.
| Stagione        | Squadra          | Campionato      | Campionato | Campionato | Coppe nazionali | Coppe nazionali | Coppe nazionali | Coppe continentali | Coppe continentali | Coppe continentali | Altre coppe | Altre coppe | Altre coppe | Totale | Totale | Totale |
| Stagione        | Squadra          | Comp            | Pres       | Reti       | Comp            | Pres            | Reti            | Comp               | Pres               | Reti               | Comp        | Pres        | Reti        | Pres   | Reti   |        |
| --------------- | ---------------- | --------------- | ---------- | ---------- | --------------- | --------------- | --------------- | ------------------ | ------------------ | ------------------ | ----------- | ----------- | ----------- | ------ | ------ | ------ |
| 2021-2022       | Almere City      | 1D              | 1          | 0          | CO              | 0               | 0               |                    | -                  | -                  |             | -           | -           | 1      | 0      |        |
| 2022-2023       | Almere City      | 1D              | 13+6       | 2          | CO              | 1               | 0               |                    | -                  | -                  |             | -           | -           | 20     | 2      |        |
| 2023-2024       | Almere City      | ED              | 4          | 1          | CO              | 0               | 0               |                    | -                  | -                  |             | -           | -           | 4      | 1      |        |
| 2023-2024       | Jong Almere City | 2D              | 1          | 1          |                 | -               | -               |                    | -                  | -                  |             | -           | -           | 1      | 1      |        |
| Totale carriera | Totale carriera  | Totale carriera | 25         | 4          |                 | 1               | 0               |                    | -                  | -                  |             | -           | -           | 26     | 4      |        |